# Borgo San Pietro (Asti)

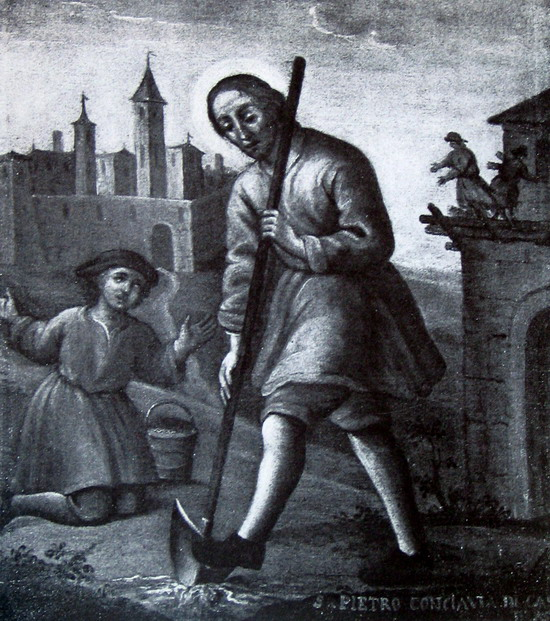
Il miracolo di San Pietro

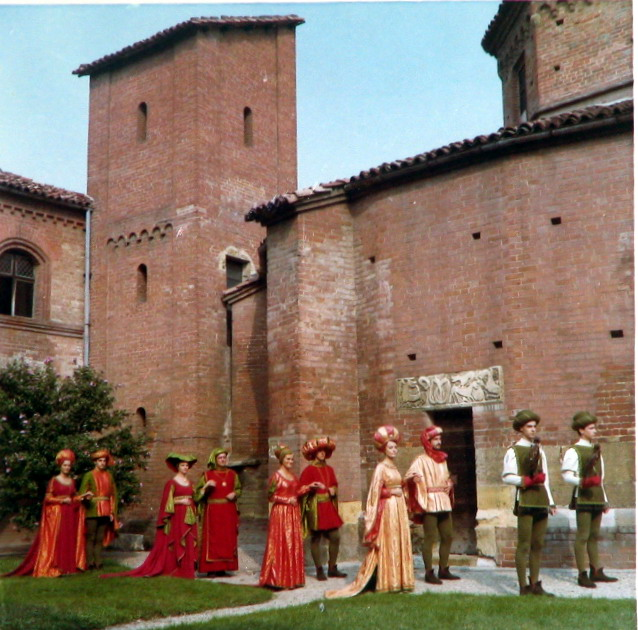
Sfilanti del Borgo San Pietro, sullo sfondo della "Rotonda"

Chiesa di San Pietro, da una cartolina degli anni '50

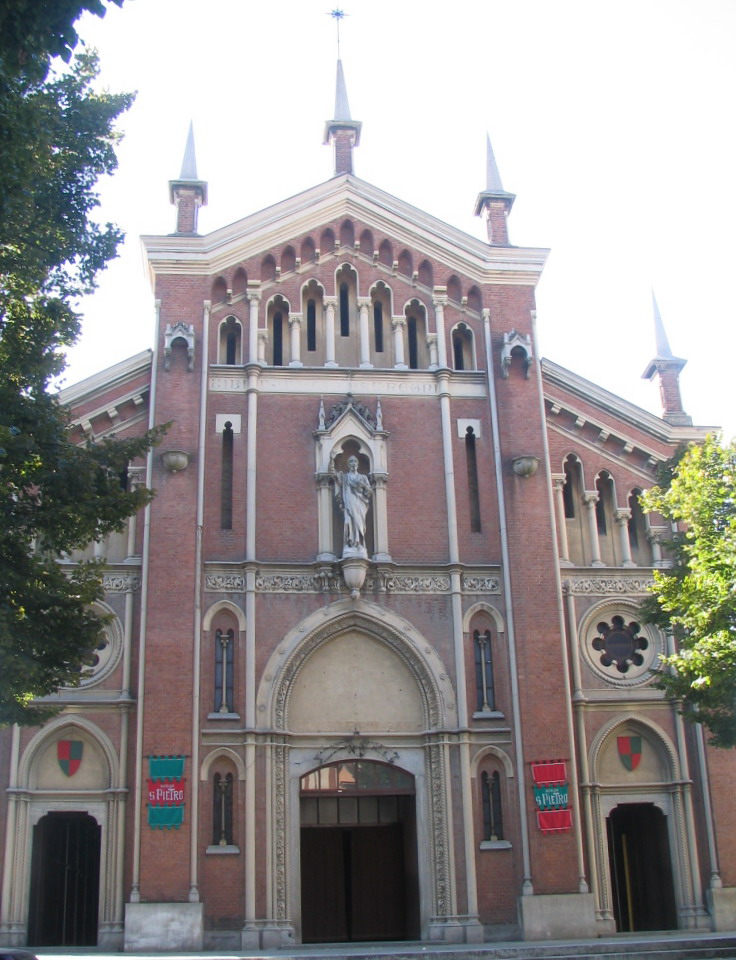
Chiesa di San Pietro, facciata

Il Borgo San Pietro è uno dei Borghi partecipanti al Palio di Asti. È situato nella zona orientale della città, lungo l'antica via Maestra in direzione di Alessandria.

## La leggenda di San Pietro in Consavia
Il cistercense Filippo Malabaila, vissuto nella prima metà del Seicento, probabilmente rielaborando elementi del patrimonio leggendario di storia locale, narra che il nome San Pietro in Consavia fosse da attribuire ad un Santo dell'XI secolo. Il Santo sarebbe stato un contadino originario di Castagnole Monferrato, che avrebbe fatto scaturire miracolosamente, con la sua vanga, l'acqua necessaria per costruire il convento di Santa Serafia, nel Borgo San Pietro.
Egli avrebbe inoltre fondato l'ospedale, attiguo alla chiesa dedicata in principio a Maria, sorta in antichità sulle rovine di un tempio pagano di Diana. Alla morte del Santo e con la sua sepoltura, la chiesa fu a lui dedicata.

## La prima chiesa
Il primo agglomerato di case sorse probabilmente intorno al complesso dei fabbricati dei Cavalieri Gerosolimitani denominato San Pietro in Consavia. Il fitto movimento di pellegrini che, tra l'XI secolo e il XIV secolo ebbe il suo maggior sviluppo, intensificò la costruzione di ospizi in tutta Europa; anche Asti arrivò ad averne più di venti.
Tra questi uno dei più importanti era sicuramente quello di San Pietro.
Questo complesso era situato appena fuori le mura occidentali della città, sulla via "lombarda" verso Pavia (l'attuale corso Alfieri).

Gli scavi archeologici del 1997 e 1999 hanno rivelato che il primo edificio ad essere stato costruito è la chiesa ad anello circolare (definita poi la "rotonda di San Pietro", probabilmente sull'imitazione del Santo Sepolcro di Gerusalemme) per volere del Vescovo di Asti Landolfo di Vergiate, presente in terra Santa nel 1099.
Nel 1169, la chiesa venne donata dalla diocesi di Asti all'Ordine Gerosolimitano. Solamente in questo secondo tempo (XII secolo) avvenne l'apertura di un secondo cantiere edilizio, di fronte alla rotonda, con la costruzione di un piccolo complesso architettonico, organizzato con gli edifici dell'Ospedale, della Commenda e di una piccola Chiesa dedicata appunto a San Pietro in Consavia.

## Dal trecento al novecento
Con la costruzione di una seconda cerchia di mura più esterna, denominata Recinto dei Borghigiani (1320/1330), il Borgo venne accorpato alla città assieme al Borgo Santa Maria Nuova.
Comunicava direttamente con l'esterno tramite la Porta di San Pietro, sulla contrada maestra, ancora visibile ad inizio Novecento, e la Porta del Monferrato, più a nord, ai piedi del Monte Rainero. Nel 1616, Carlo Emanuele I di Savoia nei pressi di quella zona, fece edificare una fortificazione, detta Forte di San Pietro o "Fortino", per opporsi alle continue scorribande delle truppe spagnole.
La guerra per la successione austriaco-spagnola, portò nel Borgo la distruzione di molti edifici ed una sensibile riduzione della sua popolazione. Il forte venne definitivamente abbattuto da Napoleone nel 1810.
Nel 1927, ad alcune centinaia di metri dal complesso gerosolimitano, venne costruita la nuova chiesa dedicata all'apostolo Pietro. Al suo interno sono conservati i cinque Palii vinti. Il Borgo San Pietro resta a tutt'oggi il Borgo o Rione che vanta il maggior numero di vittorie nella storia del Palio astigiano.
Attorno ad essa è oggi concentrata l'attività comunitaria e spirituale del Borgo, mentre il "complesso di San Pietro" è adibito a sede di mostre e museo archeologico e paleontologico
Nel Borgo San Pietro, nel 1909 nacque, da un gruppo di vetrai, per iniziativa del colonnello medico Ettore Piccinini, l'attuale "Croce Verde di Asti" con la denominazione di "Benemerita Società di Pubblica Assistenza della città di Asti".

## L'antica Certosa di Valmanera

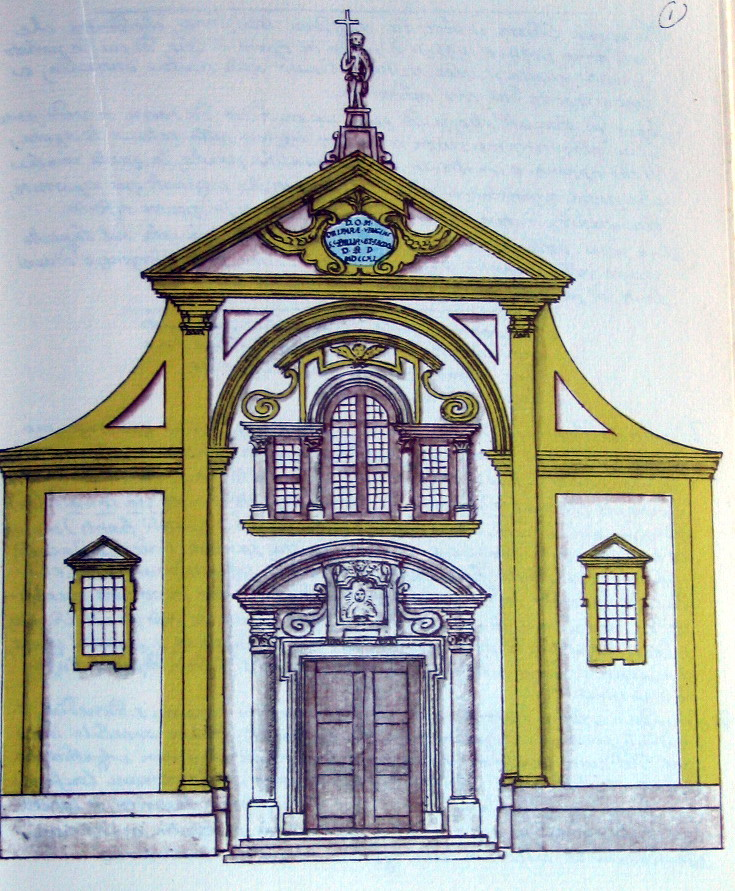
Facciata della Certosa in un disegno di S.G. Incisa del 1801

Nella zona nord dell'attuale Borgo San Pietro, ai confini con il Borgo Viatosto, sorge la Certosa di Valmanera.
Dice l'Incisa che la leggenda attribuisce a Liutprando re dei longobardi la sua fondazione, ma probabilmente, questa è avvenuta intorno all'XI secolo, sotto il titolo di San Giacomo di Valleombrosa. Alla soppressione dei frati Vallombrosani, venne data da Papa Clemente VII ai Certosini nel 1397.
Il de Canis ci dice che il chiostro, fatto erigere nel 1494, era ornato, tra un arco e l'altro, da ovali affrescati da Macrino d'Alba, in cui erano raffigurati i Santi e gli uomini Celebri dell'ordine Certosino.

Nel 1496 l'ebanista cremonese Paolo Sacca, con il padre Tommaso e il fratello Imerio, realizzò su commissione del priore, Bartolomeo de Murris, il coro della Certosa, andato perduto.

Semidistrutta da Napoleone nel 1801, oggi rimane la foresteria e l'ala di mezzo del chiostro centrale.
Alcune opere d'arte che erano presenti nella Certosa sono ancora in città:
- la Madonna del latte (seconda metà XV secolo) conservato nell'altare marmoreo (anch'esso proveniente dalla Certosa) della Cappella dell'Ascensione della Cattedrale di Asti.
- due statue, raffiguranti gli apostoli Filippo e Giacomo, sulla facciata della chiesa di San Martino.

Tra le opere non più presenti ad Asti, si segnala la Pala con la Madonna in Gloria, di Macrino d'Alba 1498 ora alla Galleria Sabauda di Torino.

Attualmente, il fabbricato è sede dell'Arazzeria Scassa, un laboratorio artigianale che ha creato arazzi su disegni di moltissimi artisti contemporanei, quali per esempio Cagli, Spazzapan, Casorati, Dalí, Kandinskij, Klee, Matisse, Mirò.

## La zona dell'antico Ippodromo

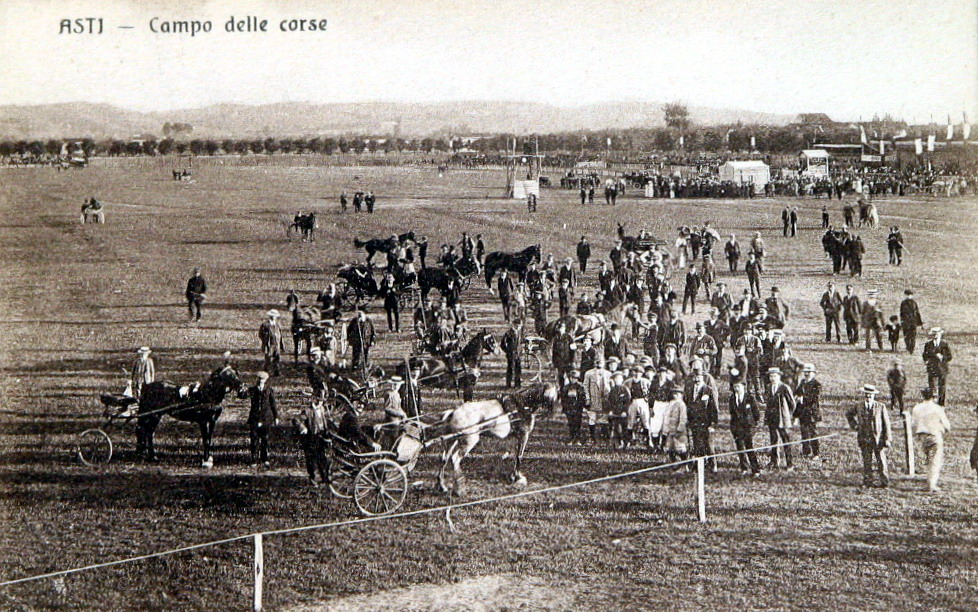
La zona dell'Antico ippodromo in una cartolina di inizio Novecento

Nella zona ovest del Borgo, in prossimità del "Pilone" è presente un'area cara agli appassionati di Palio e di cavalli in quanto antica sede delle manifestazioni ippiche astigiane. La zona è delimitata da due vie: via antico ippodromo e via delle corse. Essendo da sempre Asti appassionata per le corse dei cavalli si attrezzò la zona di Piazza d'Armi per tali manifestazioni. L'area venne usata per molti anni, fino all'inizio del novecento.

## Lo stemma
Lo stemma del Borgo presenta, su uno scudo fiammato verde-rosso, le chiavi decussate d'oro, simbolo dell'Apostolo Pietro. Per un certo periodo di tempo, è stata affiancata anche la croce a otto punte propria dell'Ordine Gerosolimitano, che ancora oggi fa bella mostra di sé in diversi luoghi del complesso dell'antico San Pietro.

## Le vittorie al Palio di Asti
- 1930, fantino F. Viarengo

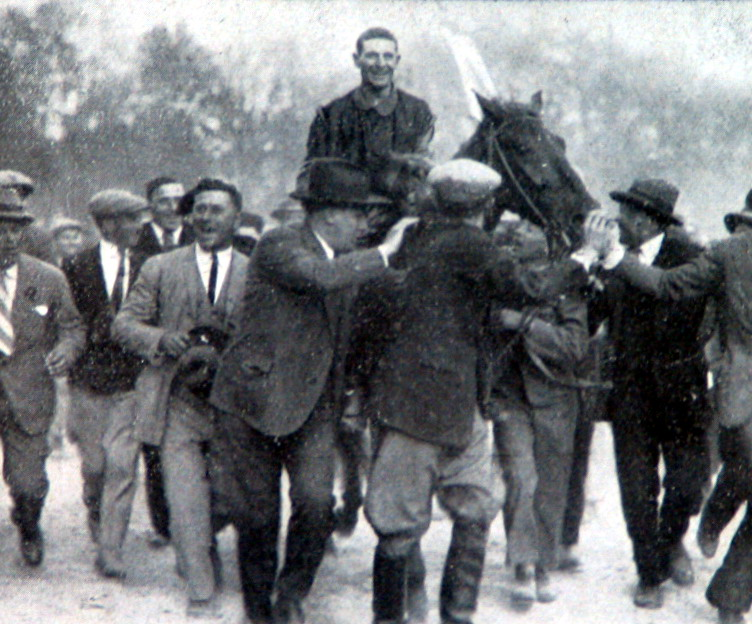
1930, il fantino di San Pietro in trionfo

- 1968, fantino Andrea Degortes detto Aceto con il cavallo Stereo
- 1969, fantino Rosario Pecoraro detto Tristezza sul cavallo Losna (Skygirl)
- 1973, fantino Rinaldo Spiga detto Spingarda, sul cavallo Avella
- 1983. fantino Domenico Ginosa sul cavallo Criugleford (Fortino)